# Pavla Jendelová
Pavla Jendelová (* 31. srpna 1965 Praha) je badatelkou v oblasti neurověd, regenrativní medicíny a ve výzkumu kmenových buněk. V roce 1988 absolvovala Přírodovědeckou fakultu UK, poté působila na Ústavu fyziologických regulací AVČR, v La Troube University v Austrálii a v roce 1999 získala doktorát v Ústavu experimentální medicíny AV. od roku 2006 vyučuje fyziologii na 2. lékařské fakultě UK. Celkový počet publikací dosahuje 71, z toho 60 v impaktovaných časopisech 60, H index 23, Celkový počet citací 1419 (bez autocitací).

## Ceny
- 1988	Cena děkana Přírodovědecké fakulty UK
- 2004	Cena Otto Wichterleho pro nejlepší mladé pracovníky AVČR